# Saltoposuchus
Saltoposuchus is een geslacht van uitgestorven kleine (een tot anderhalve meter en tien tot vijftien kilogram), langstaartige crocodylomorfe reptielen (Sphenosuchia), uit het Noorse Laat-Trias van Europa. Er is gesuggereerd dat Terrestrisuchus gracilis en Saltoposuchus connectens verschillende ontogenetische stadia van hetzelfde geslacht vertegenwoordigen. Saltoposuchus wordt in populair-wetenschappelijke boeken vaak (en ten onrechte) de voorouder (of verre voorouder) van de dinosauriërs genoemd, maar wetenschappelijk onderzoek heeft sinds de jaren zeventig aangetoond dat dit niet het geval is.

## Beschrijving en paleobiologie
Fossiel bewijs van Sphenosuchia en vroege crocodylomorfen brengen paleontologen ertoe te concluderen dat Saltoposuchus een landdier was. Als een monofyletische groep crocodylomorfen hebben Saltoposuchidae veel belangrijke morfologische eigenschappen die met de meeste crocodylomorfen worden gedeeld.

### Schedel
Net als andere crocodylomorfen hadden schedels van Saltoposuchus een (gereduceerd) fenestra antaorbitalis, een overhangend os squamosum en een mediaal verschoven, naar voren hellend os quadratum en os quadratojugale. Saltoposuchus heeft een lange puntige schedel en slanke puntige tanden. De puntige tanden van Saltoposuchus geven aan dat deze soort hoogstwaarschijnlijk vleesetend was. Aan de achterkant van de schedel deelde Saltoposuchus vele specialisaties van crocodylomorfen, waaronder een vierkant schedelplateau gemaakt van postorbitale en squamosale botten die over het temporale gebied hangen, een laterale mandibulaire fenestra en een wanggebied dat overhangen wordt door het squamosum. Bij Sphenosuchia maakt de kop van het quadratum contact met de prootische en squamosale botten.

### Skelet
Saltoposuchus had een lange naar achteren wijzende tak op het ravenbeksbeen. Een ander belangrijk kenmerk van Saltoposuchus omvat een niet doorboord acetabulum (heupgewricht), dat een bepalend kenmerk is van alle dinosauriërs. Saltoposuchus werd ook beschouwd als tweevoetig op basis van zijn skelet, maar kon ook op alle vier de ledematen lopen, waardoor het een facultatieve tweevoetige was. Saltoposuchus had ook een dubbele rij benige schilden langs zijn rug, die tegenwoordig te zien zijn bij moderne krokodillen. Net als bij andere Sphenosuchia en vroege crocodylomorfen, had Saltoposuchus volledig slanke ledematen, een slank lichaam en lange benen. Paleontologen geloven dat Saltoposuchus gezine zijn lichaamsbouw erg snel en behendig was. Sphenosuchia zijn beschreven als 'hazewinden met schubben en een lange staart'. Vroege crocodylomorfen zoals Saltoposuchus hebben zeer lange centra in hun wervels, korte werveluitsteeksels en middelgrote facetgewrichten. Molnar et alii concludeerden dat het gemiddelde bewegingsbereik overdwars in de vroege crocodylomorfen groter was dan het verticale bewegingsbereik en dat de verticale stijfheid naar schatting hoger was dan de mediolaterale stijfheid. In de polsen van Saltoposuchus zijn het radiale en ulnare langwerpig staafvormige elementen in plaats van knoopvormig, wat een gemeenschappelijk kenmerk is onder crocodylomorfen.

### Gedrag
Saltoposuchus was een landdier wiens lichaam was gebouwd om met hoge snelheden te rennen. Op basis van het gedrag van andere soorten archosauriërs, is het mogelijk dat Saltoposuchus net als het geslacht Coelophysis van de archosauriërs in groepen jaagde. Het is ook mogelijk dat Saltoposuchus kannibalistisch gedrag vertoonde, omdat een paar van de gevonden Coelophysis-individuen resten hadden van kleinere leden van de soort in buikholte van de grotere dieren. Door te kijken naar het dieet van verwante soorten, kunnen we aannemen dat Saltoposuchus zich voedde met kleine hagedissen, insecten en zoogdieren, die tijdens het Trias bestonden.

## Ontdekkingen
Saltoposuchus connectens en Saltoposuchus longipes werden ontdekt en benoemd door de Duitse paleontoloog Friedrich von Huene in 1921. Beide soorten werden gevonden in de Burrer Quarry, Pfaffenhofen, die een Alauniaanse terrestrische zandsteen/mergel vertegenwoordigt in de Löwenstein-formatie in zuidwestelijk Duitsland. De Löwenstein-formatie is gedateerd op 215.6 - 212.0 miljoen jaar geleden, die dateert uit het Boven-Trias. Fossielen zijn ook gevonden in de Trossingen-formatie (ook in Duitsland) en de Lossiemouth-zandsteenformatie.

## Geografische/historische informatie
Fossielen gevonden in Duitsland geven aan dat Saltoposuchus in Europa bestond, of beter in Laurasia. Het Mesozoïcum werd beschouwd als het tijdperk van de reptielen, dus Saltoposuchus leefde tussen veel verschillende soorten, waaronder de vroegste soorten pterosauriërs en andere tweevoetige reptielen. Archosaurus, de voorouder van de Crocodylomorpha, verscheen voor het eerst in het midden van het Trias-tijdperk. Dit is ook de periode waarin de vroegste zoogdieren verschenen. Therapsiden domineerden het vroege Midden-Trias, maar naarmate de tijd verstreek, begonnen therapsiden uitgestorven te raken en werden archosauriërs de dominante groep reptielen. Nadat de Perm-Trias-massa-extinctie negentig procent van de soorten in de wereld had weggevaagd, begonnen naaldbossen zich te herstellen, soorten begonnen nieuw gevonden ecologische niches in te nemen, Pangea begon zich af te splitsen in Laurasia en Gondwana en de lucht was erg droog met hete zomers en koude winters. Nadat het leven in zee was weggevaagd door de massale uitsterving, waren de Trias-wateren bevolkt met zeer weinig families van vissen. De Triasperiode toonde de eerste ontwikkeling van moderne steenachtige koralen en een tijd van bescheiden rifbouwactiviteit in de ondiepere wateren van de Tethysoceaan nabij de kust van Pangea. Tijdens het Mesozoïcum bevolkten zoogdieren, reptielen en insecten het land. Geleedpotigen die het massale uitsterven hadden overleefd en die in deze tijd bestonden, zijn onder andere spinnen, schorpioenen, duizendpoten en een nieuwere groep kevers.

### Gerelateerde soorten
Zustergroepen van Saltoposuchus omvatten Gracilisuchus, Hesperosuchus, Dromicosuchus, Dibothrosuchus, Terrestrisuchus, Litargosuchus en Kayentasuchus. Deze soort was te vinden van het Laat-Trias tot de vroegere Jura-tijdperken. Al deze geslachten maakten deel uit van de Sphenosuchia-clade en ze hebben allemaal dezelfde morfologie en gestalte. Sphenosuchia zijn voorouders van Crocodyliformes, die de moderne krokodillen omvatten. Moderne krokodillen hebben de semiaquatische levensstijl opnieuw verworven. Onderzoek heeft de redenering betwist voor de manier waarop Crocodyliformes semi-aquatische eigenschappen terugkregen, en de dominante verklaring is nu dat de veranderingen in osteoderm en ribmorfologie in de evolutie van crocodylomorfen invloed hadden op de stijfheid van de wervelkolommen, wat een betere beweging in semiaquatische omgevingen mogelijk zou maken.

#### Gracilisuchus
Deze groep heeft soorten die ongeveer 0,3 meter lang zijn en is geclassificeerd als primitieve Sphenosuchia. Net als Saltoposuchus werd gedacht dat deze soort op zijn slanke achterpoten had kunnen rennen. Deze groep reptielen had een onevenredig grote kop, sterke kaken en benige platen, die zich uitstrekten van de rug naar de staart. Het heeft waarschijnlijk kleine (brug)hagedissen gegeten.

#### Terrestrisuchus
De exemplaren van deze groep zijn ongeveer 0,5 meter lang. Net als Saltoposuchus, was bekend dat Terrestrisuchus een lichaamsbouw van een landdier had en op hoge snelheden over lange afstanden kon lopen.

#### Litargosuchus
Litargosuchus en Kayentasuchus
Twee vroege crocodylomorfe soorten die zustergroepen zijn voor Saltoposuchus. Ze delen veel vergelijkbare eigenschappen en morfologie met Saltoposuchus en de ontdekking van deze groepen overtuigde paleontologen ervan dat deze soort niet monofyletisch is met Sphenosuchus (niet te verwarren met de onderorde Sphenosuchia).